# Де Йонг, Ян (1912)
Германюс Ян де Йонг (нидерл. Hermanus Jan de Jong; 17 сентября 1912, Амстердам — 24 февраля 1992, Амстердам) — нидерландский футболист, игравший на позиции нападающего, выступал за амстердамские команды «Зебюргия», «Аякс» и ДЕК.

## Спортивная карьера
В начале 1930-х годах Ян де Йонг выступал за футбольный клуб «Зебюргия». В сентябре 1933 года подал запрос на переход в «Аякс», но год спустя отозвал его. На тот момент он проживал в восточной части Амстердама по адресу Дерде Остерпаркстрат 74/2.
Летом 1937 года всё же перешёл в «Аякс». В сентябре был заявлен за третий состав клуба. За основной состав дебютировал 9 января 1938 года в матче чемпионата Нидерландов против роттердамской «Спарты», выйдя на замену во втором тайме вместо Геррита Фишера. Первый тайм завершился со счётом 1:0, благодаря голу Хаутмана на 15-й минуте, а после возобновления игры Ринус Бейл сравнял счёт. «Аякс» взял инициативу в свои руки, к тому же, у роттердамцев стали проявляться признаки усталости. После навеса Ко Лойса нападающий Тьерд Аукема ударом головой вывел свою команду вперёд. В середине тайма Эрвин ван Вейнгарден дальним ударом сделал счёт 1:3, а точку в матче поставил Аукема, забивший головой после навеса ван Вейнгардена. В августе 1938 года отметился голом в матче с УВВ, который проходил в рамках финала предсезонного турнира Кубок Франкендала — встреча завершилась поражением его команды со счётом 3:5.
В январе 1939 года запросил перевод в клуб ДЕК, а уже в июле получил разрешение на переход. В ноябре был заявлен за основной состав ДЕК.

## Личная жизнь
Ян родился в сентябре 1912 года в Амстердаме. Отец — Дирк де Йонг, мать — Гертрёйда Понфорт. Оба родителя были родом из Амстердама, они поженились в июле 1912 года — на момент женитьбы отец работал в конюшне. В их семье воспитывались ещё две дочери: Мария Анна Ламбердина и Антье.
Женился в возрасте двадцати девяти лет — его супругой стала 26-летняя Корнелия Гертрёйда Кёйл, уроженка Амстердама. Их брак был зарегистрирован 20 мая 1942 года в Амстердаме. В их семье было двое детей: дочь Йоке и сын Алфред. Супруга умерла в июне 1990 года в возрасте 74 лет.
Умер 24 февраля 1992 года в Амстердаме в возрасте 79 лет. Церемония кремации состоялась 28 февраля в крематории Вестгарде.